# Tuscola (Illinois)
Tuscola – miasto w Stanach Zjednoczonych, w stanie Illinois, siedziba administracyjna hrabstwa Douglas.